# Cristian Palomeque
Cristian Andrés Palomeque Valoyes (Carepa, 2 aprile 1994) è un calciatore colombiano, attaccante svincolato.

## Carriera

### Club
Nel 2012 ha ottenuto una promozione nella massima serie colombiana con l'Alianza Petrolera, segnando anche 7 gol in 17 presenze; nella prima stagione in massima serie mette invece a segno 4 reti in 28 presenze. Nel 2014 ha giocato nell'Once Caldas, con cui ha segnato 2 gol in 17 presenze; successivamente si è trasferito nella NASL ai San Antonio Scorpions.

### Nazionale
Nel 2011 con l'Under-17 ha partecipato al campionato sudamericano di categoria, segnando un gol in 5 presenze.
Nel 2013 con la Nazionale Under-20 di calcio della Colombia vince il Campionato sudamericano Under-20, nel quale ha giocato 8 partite senza mai segnare; partecipa anche al Torneo di Tolone, chiuso al secondo posto, nel quale segna un gol in 2 presenze, ed al Mondiale Under-20 del giugno dello stesso anno, giocando nella prima partita della fase a gironi, pareggiata per 1-1 contro l'Australia. Gioca anche nella seconda partita del girone, vinta per 1-0 contro la Turchia, e negli ottavi di finale contro la Corea del Sud, durante i quali viene sostituito al 71' da Borja.

## Palmarès

### Club

#### Competizioni nazionali
- Categoría Primera B: 1

Alianza Petrolera: 2012

### Nazionale
- Campionato sudamericano Under-20: 1

2013